# Комуна (село)
Комуна — колишнє село Бишівського, а згодом — Макарівського району Київської області.

## Історія
Село виникло під час колективізації, належало до Юрівської сільради Бишівського району. Вперше під назвою Юровська Комуна позначене на карті РСЧА 1932 року.
1972 року центр Юрівської сільради, до якої входило село Комуна, перенесений в село Вільне, а сільрада перейменована у Вільненську, села Вільне та Крушняки Соснівської сільради переведені у підпорядкування Вільненської сільради.
24 травня 1976 року видано рішення виконавчого комітету Київської обласної ради депутатів трудящих № 230 ― «Про зміни в адміністративно-територіальному поділі деяких районів області», відповідно до якого, в зв'язку з переселенням жителів, село Комуна було виключене з облікових даних.